# Штибер, Вильгельм
Штибер, Вильгельм (1818—1882) — начальник прусской политической полиции, при Бисмарке заведовал шпионажем — как внутри страны, так и за её пределами.

## Биография
Как сам Штибер писал в своих мемуарах, он был сыном мелкого прусского чиновника, который затем начал делать карьеру в церкви, и английской аристократки. Преодолевая сопротивление отца, желавшего для сына духовной карьеры, Вильгельм начал изучать германское право (узнав об этом, родитель тут же прекратил финансировать образование молодого человека) и окончил Берлинский университет имени Гумбольдта.
С 1841 года работал сначала в уголовном суде, а затем в полиции Берлина. После революции 1848 года получил повышение: стал шефом полиции. Зимой 1850 года начал вести расследование против находящегося в эмиграции Карла Маркса и его сторонников-коммунистов. Для некоторых из последних это закончилось длительными тюремными сроками в результате Кёльнского процесса коммунистов 1852 года.
Не вызывающие у современных историков полного доверия мемуары Штибера повествуют о многих других делах, которые он вёл, в частности, касавшихся дома Гогенцоллернов, а также деле некоего грека Константина Симонидеса, который сначала обманул Берлинскую Академию Наук, продав ей фальшивый древний манускрипт, но затем был принуждён вернуть деньги и выдворен из страны.
Штибер также расследовал крупное дело о банде контрабандистов и махинации с использованием инсайдерской информации на Берлинской фондовой бирже. Он сделался чем-то вроде эксперта по проституции в городе Берлине и активно привлекал проституток к работе в качестве своих информаторов.

## В массовой культуре
Штибер появляется в романе Умберто Эко «Пражское кладбище».
Штибер появляется в историческом романе Валентина Пикуля «Битва Железных Канцлеров».

## Работы

### За авторством Штибера
- Die Prostitution in Berlin und ihre Opfer in historischer, sittlicher, medizinischer und polizeilicher Beziehung beleuchtet. Hofmann, Berlin 1846 (English: Prostitution in Berlin and Its Victims)
- Der erste politische Prozeß vor den Geschwornen Berlins, betreffend die Anklage des Ober-Staatsanwalts Sethe wider den Literaten Robert Springer wegen Majestätsbeleidigung : nach stenographischen Berichten dargest. vom Vertheidiger des Angeklagten. Robert Springer, Berlin 1849
- Carl Georg Ludwig Wermuth / Stieber: Die Communistischen -Verschwörungen des neunzehnten Jahrhunderts. Im amtlichen Auftrag zur Benutzung der Polizei-behörden der sämmtlichen deutschen bundesstaaten. Erster Theil. Enthaltend: Die historische Darstellung der betreffenden Untersuchungen. Druck von A. W. Hayn, Berlin 1853 (Reprint: Olms, Hildesheim 1969 und Verlag Klaus Guhl, Berlin 1976)
- Carl Georg Ludwig Wermuth / Stieber: Die Communistischen -Verschwörungen des neunzehnten Jahrhunderts. Im amtlichen Auftrag zur Benutzung der Polizei-behörden der sämmtlichen deutschen bundesstaaten. Zweiter Theil. Enthaltend: Die Personalien der in den Communisten-untersuchungen vorkommenden Personen. Druck von A. W. Hayn, Berlin 1854 (Reprint: Olms, Hildesheim 1969 und Verlag Klaus Guhl, Berlin 1976) [online] Available at: http://reader.digitale-sammlungen.de/de/fs1/object/display/bsb10771201_00011.html?contextType=ocr [Accessed 8 Oct. 2014].
- With Carl Georg Ludwig Wermuth: Die Communisten-Verschwörungen des neunzehnten Jahrhunderts, ASIN: B0000BU4N6 (English: Communist Conspiracies of the Nineteenth Century)
- Denkwürdigkeiten des Geheimen Regierungsrathes Dr. Stieber.Aus seinen hinterlassenen Papieren bearbeitet von Dr. Leopold Auerbach[4]. Engelmann, Berlin 1884
- Practisches Lehrbuch der Criminal-Polizei. Auf Grund eigener langjähriger Erfahrungen zur amtlichen Benutzung für Justiz- und Polizeibeamte und zur Warnung und Belehrung für das Publikum bearb. von Wilhelm Stieber. Hayn, Berlin 1860 (Reprint: Kriminalistik-Verlag, Heidelberg 1983)
- Wilhelm J. C. E. Stieber: Spion des Kanzlers. Die Enthüllungen von Bismarcks Geheimdienstchef. Seewald, Stuttgart 1978, ISBN 3-512-00518-7 (dtv, München 1978 ISBN 3-512-00518-7) (English: The chancellor’s spy. Memoirs of the founder of modern espionage. Translated from the German by Jan Van Heurch, Grove Press, New York 1979)

### О Штибере
- Karl Marx: Enthüllungen über den Kommunisten-Prozeß zu Köln. Boston 1853
- Karl Bittel: Der Kommunistenprozeß zu Köln 1852 im Spiegel der zeitgenössischen Presse. Hrsg. und eingeleitet. Rütten & Loening, Berlin 1955
- Rudolf Herrnstadt: Die erste Verschwörung gegen das internationale Proletariat. Zur Geschichte des Kölner Kommunistenprozesses 1852. Rütten & Loening 1958
- Thomas Diembach: Das kann doch nicht wahr sein! Zur Authentizität der Memoiren von Bismarcks Geheimdienstchef Wilhelm Stieber. In: Themen juristischer Zeitgeschichte 2. Recht und Juristen in der deutschen Revolution 1848/49. Nomos, Baden-Baden 1998, s. 236—243 ISBN 3-7890-5676-6